# Enric Duran

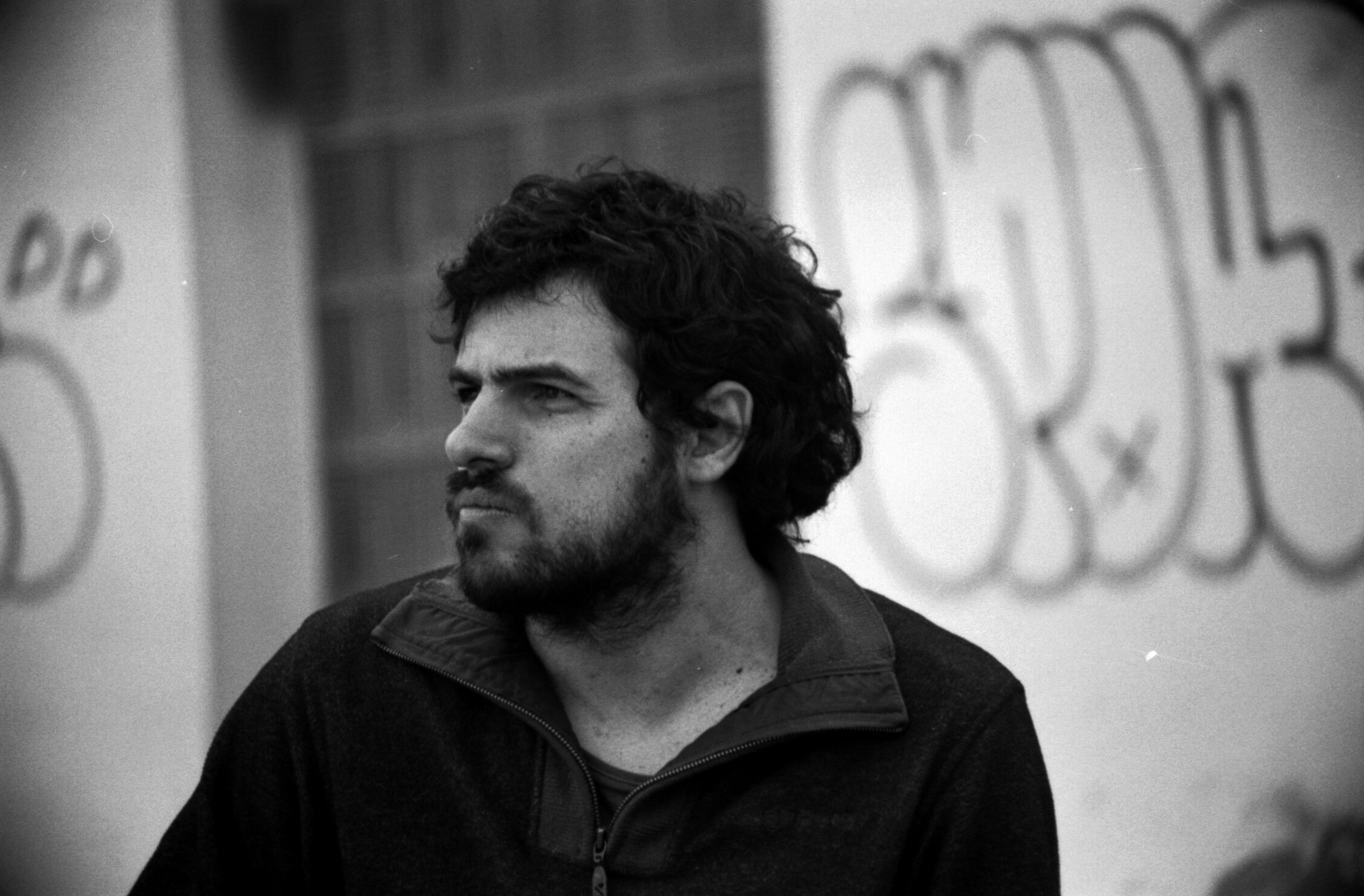
Enric Duran, degrowth en anti-kapitalistische activist

Enric Duran (Vilanova i la Geltrú, 1976) is een Spaanse politiek activist die bekend werd als de Robin Hood van de banken.
Hij maakte op 17 september 2008 publiekelijk bekend dat hij 39 banken € 492.000 afhandig had gemaakt door onder valse voorwendselen leningen met hen aan te gaan en te weigeren deze terug te betalen. Van het geld financierde hij verschillende antikapitalistische initiatieven, waaronder een krant die in een oplage van 200.000 gratis werd verspreid. Op 17 maart 2009 werd hij gearresteerd. Duran noemt zijn acties een vorm van burgerlijke ongehoorzaamheid.